# Campionato Italiano Velocità 2006
Il campionato italiano velocità 2006 è l'ottantacinquesima edizione del campionato italiano velocità. In questa annata sono attive quattro categorie: la Superbike, la Supersport, la Stock 1000 e la Classe 125.

## Stagione
Il titolo piloti Superbike viene vinto da Marco Borciani con una Ducati 999F05 del team Sterilgarda - Berik. Brociani non taglia mai il traguardo per primo ma prende i 25 punti nella gara finale a Imola chiudendo la stagione con un vantaggio di tredici punti su Alessandro Polita su Suzuki. Tra i costruttori prevale Ducati con tre vittorie e tre piazzamenti a podio nelle sei gare disputate. La Supersport vede un duello tra compagni di marca (Yamaha): Massimo Roccoli e Gianluca Vizziello, all'ultima gara la spunta Roccoli per un punto. Alle loro spalle il pilota Kawasaki Cristiano Migliorati staccato di una trentina di punti. Tra i costruttori prevale nettamente Yamaha con cinque vittorie ed un secondo posto nelle sei gare in calendario.
Nella Stock 1000 il titolo va a Luca Scassa in sella ad una MV Agusta. Per la casa Varesina si tratta di un ritorno al titolo in una classe del CIV. L'ultimo a vincere fu Giacomo Agostini nel 1976: campione italiano classe 500. Scassa sopravanza di otto punti Claudio Corti con Yamaha, la casa giapponese si impone invece tra i costruttori con 124 punti. Contestualmente all'italiano, Scassa prende parte, con Ayrton Badovini come compagno di squadra, alla Superstock 1000 FIM Cup dove conquista due Gran Premi, portando MV Agusta al secondo posto tra i costruttori.
Nella classe 125 il titolo va a Luca Verdini in sella ad un'Aprilia RS 125 R del team RGCM. Verdini sopravanza di oltre trenta punti il compagno di marca Simone Sancioni. Da segnalare le prestazioni del giapponese Hiroaki Kuzuhara con Honda, pilota senza punti, capace comunque di chiudere quattro gare a podio vincendone due. Tra i costruttori prevale Aprilia con 145 punti un secondo posto e cinque vittorie nelle sei gare disputate, la restante a Vallelunga va a Honda seconda. Punti anche per le italiane Gazzaniga e Friba.

## Calendario
Dove non indicata la nazionalità si intende pilota italiano.
| Prova | Data         | Circuito       | Vincitore         | Vincitore          | Vincitore          | Vincitore          |
| Prova | Data         | Circuito       | Superbike         | Supersport         | Stock 1000         | Classe 125         |
| ----- | ------------ | -------------- | ----------------- | ------------------ | ------------------ | ------------------ |
| 1     | 30 aprile    | Monza          | Rubén Xaus        | Gianluca Vizziello | Claudio Corti      | Hiroaki Kuzuhara   |
| 2     | 12 maggio    | Mugello        | Norino Brignola   | Massimo Roccoli    | Fabrizio Pellizzon | Randy Krummenacher |
| 3     | 11 giugno    | Vallelunga     | Alessandro Polita | Gilles Boccolini   | Claudio Corti      | Hiroaki Kuzuhara   |
| 4     | 2 luglio     | Misano prova 1 | Vittorio Iannuzzo | Massimo Roccoli    | Luca Scassa        | Luca Verdini       |
| 5     | 27 agosto    | Misano prova 2 | Vittorio Iannuzzo | Gianluca Vizziello | Luca Scassa        | Simone Sancioni    |
| 6     | 24 settembre | Imola          | Rubén Xaus        | Gianluca Vizziello | Claudio Corti      | Lorenzo Baroni     |

## Classifiche

### Superbike
Vi sono delle diversità tra la classifica piloti ed i resoconti di alcune gare in quanto vi prendono parte, come wild card senza punti, i seguenti piloti:
- Rubén Xaus, su Ducati, prende parte alle prove Monza e Imola ottenendo in entrambe vittoria e pole position, a Monza anche il giro più veloce.
- Alex Martinez, su Kawasaki, prende parte alla prova di Monza classificandosi decimo.
- Werner Daemen, su Honda, prende parte alla prova di Monza classificandosi quattordicesimo.
- Michael Schulten, su Honda, prende parte alla prova di Monza classificandosi quindicesimo.
- Joshua Brookes, su Kawasaki, prende parte alla seconda prova del Mugello ritirandosi e alla gara finale di Imola classificandosi sesto.
- Brendan Roberts, su Suzuki, prende parte alla gara finale di Imola classificandosi tredicesimo.

Gli altri piloti scalano in avanti in classifica a punti nelle gare portate a termine dai piloti sopracitati. 

#### Elenco Partecipanti[33]
Dove non indicata la nazionalità si intende pilota italiano.
| Nº  | Pilota                  | Motoclub            | Squadra             | Motocicletta     | Gomma |
| --- | ----------------------- | ------------------- | ------------------- | ---------------- | ----- |
| 1   | Norino Brignola         | Doc. Roma Desmo     | Guandalini Racing   | Ducati 999       | P     |
| 10  | Lorenzo Mauri           | Whitespeedteam      | Team Spring Ducati  | Ducati 999       | P     |
| 11  | Mauro Lucchiari         | Ducati Padova       | Speed Shadow        | Ducati 999       | P     |
| 12  | Federico Panichi        |                     | David Racing        | Suzuki GSX-R1000 | P     |
| 13  | Vittorio Iannuzzo       | Motor Sannio        | Celani Team         | Suzuki GSX-R1000 | P     |
| 14  | Paolo Mangano           | Spoleto             |                     | Yamaha YZF-R1    | P     |
| 15  | Davide Messori          | Ducale              | Boselli Racing      | Suzuki GSX-R1000 | P     |
| 17  | Roberto Bosio           | Drivers             | Lightspeed by Alpi  | Kawasaki ZX-10R  | D     |
| 19  | Lucio Pedercini         | Bergamonti          | Team Pedercini      | Ducati 999       | D     |
| 20  | Marco Borciani          | Biassono            | Sterilgarda-Berik   | Ducati 999       | P     |
| 21  | Massimiliano Doscioli   | Firenze             |                     | Suzuki GSX-R1000 | P     |
| 22  | Ferdinando Di Maso      | AMM                 | Ram Racing Team     | Yamaha YZF-R1    | D     |
| 23  | Marco Pezzani           | Bergamonti          | /                   | Honda CBR1000RR  | P     |
| 23  | Marco Pezzani           | Bergamonti          | Team Googhy         | Honda CBR1000RR  | P     |
| 24  | Luca Conforti           | Lumezzane           | Guandalini Racing   | Ducati 999       | P     |
| 26  | Brendan Roberts         | ACU                 |                     | Suzuki GSX-R1000 | P     |
| 27  | Vittorio Scatola        | Biassono            |                     | Yamaha YZF-R1    | D     |
| 29  | Giuseppe Zannini        | F. Baracca          | /                   | Ducati 999       | D     |
| 29  | Giuseppe Zannini        | F. Baracca          | Zibaldone Corse     | Ducati 999       | D     |
| 32  | Alex Martinez           | RFME                |                     | Kawasaki ZX-10R  | P     |
| 33  | Sandro Cocchi           | Portomaggiore       |                     | Honda CBR1000RR  | P     |
| 35  | Ugo Laudati             | Crazy Old Man       |                     | Suzuki GSX-R1000 | M     |
| 36  | Walter Durigon          | Omobono Tenni       | Temerario Team      | Yamaha YZF-R1    | B     |
| 36  | Walter Durigon          | Omobono Tenni       | Temerario Team      | Yamaha YZF-R1    | D     |
| 37  | Davide Caselli          | 4497 Fiorano        |                     | Yamaha YZF-R1    | P     |
| 38  | Nicola Spalierno        | Bari                |                     | Suzuki GSX-R1000 | P     |
| 39  | Alessandro Gramigni     | Firenze             | Yamaha 391 Racing   | Yamaha YZF-R1    | D     |
| 40  | Alessia Polita          | Leone Rampante      |                     | Suzuki GSX-R1000 | P     |
| 41  | Gabriele Ferri          | Porta Nuova         | Porta Nuova         | Kawasaki ZX-10R  | P     |
| 42  | Poliuto Fabris          | Lampadina           | Scuderia HF         | Suzuki GSX-R1000 | D     |
| 44  | Germano Bertuzzi        | Loris Reggiani      | BNT Racing          | Suzuki GSX-R1000 | D     |
| 46  | Luca Turano             | Porta Nuova         |                     | Suzuki GSX-R1000 | D     |
| 48  | Graziano Laudati        | Crazy Old Man       |                     | Yamaha YZF-R1    | M     |
| 49  | Enzo Chiapello          | Drivers             | DNA Racing          | Kawasaki ZX-10R  | D     |
| 51  | Davide Grandi           | Santerno            |                     | Suzuki GSX-R1000 | B     |
| 53  | Alessandro Polita       | Leone Rampante      | Celani Team         | Suzuki GSX-R1000 | P     |
| 57  | Simone Conti            | Valli di Portomagno | Zibaldone Corse     | Ducati 999       | D     |
| 58  | Giuseppe Fiorillo       | Demarinis           |                     | Suzuki GSX-R1000 | P     |
| 59  | Riccardo Bertolini      | AMM                 | Ram Racing Team     | Suzuki GSX-R1000 | D     |
| 63  | Alessandro Salemme      | Viscardo            |                     | Yamaha YZF-R1    | P     |
| 66  | Paolo Costa             | Osio Sotto          | Scuderia HF         | Suzuki GSX-R1000 | D     |
| 69  | Andrea Mazzali          | Bikers Club         | Mazzali Racing Team | MV Agusta        | P     |
| 71  | Jean Francois Di Loreto | Abruzzo             |                     | Suzuki GSX-R1000 | P     |
| 72  | Cristian Maggiorana     | G. Paci             |                     | Suzuki GSX-R1000 | P     |
| 73  | Simone Saltarelli       | Senigallia          |                     | Kawasaki ZX-10R  | P     |
| 74  | Roberto Caiottino       | Centauro Club       | Giesse Racing       | Yamaha YZF-R1    | D     |
| 81  | Massimiliano Carta      | Spoleto             |                     | Kawasaki ZX-10R  | D     |
| 82  | Gianluca Battisti       | Paolo Tordi         |                     | Suzuki GSX-R1000 | D     |
| 83  | Riccardo Volpi          | Asso di Spade       | Rosso e Nero        | Yamaha YZF-R1    | P     |
| 83  | Riccardo Volpi          | Asso di Spade       | Rosso e Nero        | Yamaha YZF-R1    | D     |
| 84  | Giuseppe Natalini       | Alberto Fedele      | X-Gear              | Yamaha YZF-R1    | P     |
| 89  | Mauro Pellegrini        | Paolo Tordi         |                     | Yamaha YZF-R1    | D     |
| 89  | Mauro Pellegrini        | Paolo Tordi         | Suzuki GSX-R1000    |                  | D     |
| 90  | Maurizio Brunetta       | Albatros            |                     | Suzuki GSX-R1000 | D     |
| 91  | Christian Mazzoleri     | Racing de Berghem   | Emmebi Team         | Honda CBR1000RR  | P     |
| 96  | Luca Pini               | Ducale              | Emmebi Team         | Honda CBR1000RR  | P     |
| 105 | Lorenzo Alfonsi         | Ruggieri            | Team PN Corse       | Ducati 999       | P     |
| 110 | Rubén Xaus              | RFME                | Sterilgarda-Berik   | Ducati 999       | P     |
| 112 | Stefano Brugnaro        | Bari                | Scuderia HF         | Yamaha YZF-R1    | P     |
| 113 | Paolo Blora             | G. S. Fiamme Oro    | Penta Race          | Ducati 999       | P     |
| 113 | Paolo Blora             | G. S. Fiamme Oro    | Penta Race          | Ducati 999       | D     |
| 116 | Joshua Brookes          | Australia           |                     | Kawasaki ZX-10R  | P     |
| 129 | Massimo Signorin        | Ducati              |                     | Honda CBR1000RR  | D     |
| 131 | Michael Schulten        | DMSB                |                     | Honda CBR1000RR  | P     |
| 169 | Gianluca Nannelli       | Firenze             | DFX Corse           | Honda CBR1000RR  | P     |
| 171 | Werner Daemen           | FMB                 |                     | Honda CBR1000RR  | P     |
| 186 | Ayrton Badovini         | Biassono            | Team Gimotorsport   | MV Agusta        | P     |

| Legenda            |
| ------------------ |
| Pilota wildcard    |
| Pilota sostitutivo |

#### Classifica Piloti[34]
| Pos. | Pilota              | Moto            | 1 MON | 2 MUG | 3 VAL | 4 MIS1 | 5 MIS2 | 6 IMO | P.ti |
| ---- | ------------------- | --------------- | ----- | ----- | ----- | ------ | ------ | ----- | ---- |
| 1    | Marco Borciani      | Ducati          | 2     | 3     | 8     | 2      | 3      | 1     | 105  |
| 2    | Alessandro Polita   | Suzuki          | 3     | 9     | 1     | 3      | 2      | 8     | 92   |
| 3    | Lorenzo Alfonsi     | Ducati          | 1     | 4     | 6     | 7      | 5      | 5     | 79   |
| 4    | Norino Brignola     | Ducati          | 7     | 1     | Rit   | 4      | Rit    | 2     | 67   |
| 5    | Alessandro Gramigni | Yamaha          | 6     | 7     | 2     | 13     | 6      | 4     | 65   |
| 6    | Vittorio Iannuzzo   | Suzuki          |       | 6     | Rit   | 1      | 1      |       | 60   |
| 7    | Mauro Lucchiari     | Ducati          | Rit   | 2     | 7     | 8      | Rit    | 3     | 53   |
| 8    | Luca Conforti       | Ducati          | 4     | Rit   | 4     | 6      | 4      | Rit   | 49   |
| 9    | Lorenzo Mauri       | Ducati          | 5     | 8     | 3     | Rit    | Rit    | 6     | 45   |
| 10   | Ferdinando Di Maso  | Yamaha          | 10    | 12    | 9     | 11     | 8      | 10    | 36   |
| 11   | Luca Pini           | Honda           | Rit   | 11    | 5     | 9      | Rit    | 7     | 32   |
| 12   | Gianluca Nannelli   | Honda           |       | 5     | 15    | 5      |        |       | 23   |
| 13   | Lucio Pedercini     | Ducati          | 8     | 10    | 10    | Rit    | Rit    |       | 20   |
| 14   | Paolo Blora         | Ducati          | 11    |       | 12    | Rit    | 12     | 11    | 18   |
| 15   | Andrea Mazzali      | MV Agusta       | 12    | Rit   | Rit   | 10     | 10     | Rit   | 16   |
| 16   | Davide Caselli      | Yamaha          | 17    | 13    |       | Rit    | 9      | 12    | 14   |
| 17   | Simone Conti        | Ducati          | 14    | 14    | 11    |        | 14     | Rit   | 11   |
| 18   | Davide Messori      | Suzuki          |       |       |       |        | 7      | Rit   | 9    |
| 19   | Ayrton Badovini     | MV Agusta       |       |       |       |        |        | 9     | 7    |
| 20   | Riccardo Chiarello  | Kawasaki        | 9     |       |       |        |        |       | 7    |
| 21   | Giuseppe Fiorillo   | Suzuki          |       |       |       | 14     | 11     |       | 7    |
| 22   | Mauro Pellegrini    | Yamaha e Suzuki | 15    | Rit   |       | 16     | 13     | 13    | 7    |
| 23   | Giuseppe Zannini    | Ducati          | 13    | 15    | 16    | 15     | Rit    | 14    | 7    |
| 24   | Vittorio Scatola    | Yamaha          |       | 16    | 25    | 12     | Rit    |       | 4    |
| 25   | Graziano Laudati    | Yamaha          |       |       | 13    |        |        |       | 3    |
| 26   | Ugo Laudati         | Suzuki          |       |       | 14    |        |        |       | 2    |
| 27   | Davide Grandi       | Suzuki          | Rit   | 18    | 19    | 18     | Rit    | 15    | 1    |
| 28   | Enzo Chiapello      | Kawasaki        | Rit   | 22    | 24    | 24     | 15     | 21    | 1    |
| Pos. | Pilota              | Moto            | 1 MON | 2 MUG | 3 VAL | 4 MIS1 | 5 MIS2 | 6 IMO | P.ti |

| Legenda | 1º posto        | 2º posto            | 3º posto           | A punti      | Senza punti        | Grassetto – Pole position Corsivo – Giro più veloce |
| Legenda | Gara non valida | Non qual./Non part. | Ritirato/Non class | Squalificato | '-' Dato non disp. | Grassetto – Pole position Corsivo – Giro più veloce |

#### Classifica Costruttori
| Pos. | Costruttore | 1 MON | 2 MUG | 3 VAL | 4 MIS1 | 5 MIS2 | 6 IMO | P.ti |
| ---- | ----------- | ----- | ----- | ----- | ------ | ------ | ----- | ---- |
| 1    | Ducati      | 1     | 1     | 3     | 2      | 3      | 1     | 127  |
| 2    | Suzuki      | 3     | 6     | 1     | 1      | 1      | 8     | 109  |
| 3    | Yamaha      | 6     | 7     | 2     | 11     | 6      | 4     | 67   |
| 4    | Honda       | 16    | 5     | 5     | 5      | Rit    | 7     | 42   |
| 5    | MV Agusta   | 12    | Rit   | Rit   | 10     | 10     | 9     | 23   |
| 6    | Kawasaki    | 9     | 22    | 24    | 23     | 15     | 20    | 8    |

### Supersport
Vi sono delle diversità tra la classifica piloti ed i resoconti di gara nella seconda prova a Misano in quanto vi prende parte, come wild card senza punti, lo spagnolo Enrique Rocamora, su Yamaha, che chiude la gara al quattordicesimo posto. Gli altri piloti scalano in avanti in classifica a punti. 

#### Classifica Piloti[35]
Dove non indicata la nazionalità si intende pilota italiano. Le motociclette in competizione sono equipaggiate con pneumatici forniti da Pirelli, Dunlop, Bridgestone e Metzeler.
| Pos. | Pilota                | Moto     | 1 MON | 2 MUG | 3 VAL | 4 MIS1 | 5 MIS2 | 6 IMO | P.ti |
| ---- | --------------------- | -------- | ----- | ----- | ----- | ------ | ------ | ----- | ---- |
| 1    | Massimo Roccoli       | Yamaha   | 2     | 1     | 2     | 1      | 2      | 10    | 116  |
| 2    | Gianluca Vizziello    | Yamaha   | 1     | 2     | Rit   | 2      | 1      | 1     | 115  |
| 3    | Cristiano Migliorati  | Kawasaki | 3     | 3     | 3     | 6      | 5      | 6     | 85   |
| 4    | Camillo Mariottini    | Honda    | 6     | 6     | 4     | 6      | 7      | 3     | 68   |
| 5    | Niccolò Canepa        | Ducati   | 4     | 4     | 9     | 5      | 3      | Rit   | 60   |
| 6    | Gilles Boccolini      | Kawasaki | 7     | 5     | 1     | Rit    | Rit    | Rit   | 45   |
| 7    | Alessandro Antonello  | Kawasaki | 17    | 23    | 7     | 4      | Rit    | 2     | 42   |
| 8    | Diego Giugovaz        | Yamaha   | 10    | 9     | 8     | NP     | 10     | 5     | 38   |
| 9    | Simone Sanna          | Honda    | 8     | 8     | Rit   | 8      | 4      | Rit   | 37   |
| 10   | Alessio Velini        | Yamaha   | 11    | Rit   | 11    | 12     | 6      | 8     | 32   |
| 11   | Stefano Cruciani      | Honda    | 5     | 7     | 5     | Rit    | Rit    | Rit   | 31   |
| 12   | Alex Sassaro          | Yamaha   | 15    | 12    | 10    | 10     | Rit    | 7     | 26   |
| 13   | Davide Giugliano      | Kawasaki | 14    | 21    | 12    | 11     | Rit    | 4     | 24   |
| 14   | Danilo Marrancone     | Yamaha   | 12    |       |       | 9      | 8      | 11    | 24   |
| 15   | Alessio Corradi       | Yamaha   | 9     |       | 14    | 7      |        | 12    | 22   |
| 16   | Gianmaria Gentile     | Yamaha   | 19    | 10    | 13    | 14     |        | 17    | 11   |
| 17   | Sebastiano Zerbo      | Yamaha   |       |       | 6     |        |        |       | 10   |
| 18   | Alessandro Brannetti  | Honda    | 21    | 18    | 17    | 15     | 11     | 13    | 9    |
| 19   | Domenico Colucci      | Ducati   | 13    | 20    | 16    | 13     | 13     |       | 9    |
| 20   | Andrea Di Vora        | Honda    |       | Rit   | 19    | Rit    | 9      | 15    | 8    |
| 21   | Daniel Brunelli       | Yamaha   |       |       |       |        |        | 9     | 7    |
| 22   | Gioele Pellino        | Yamaha   |       |       |       |        | 12     | 14    | 6    |
| 23   | Angelo Conti          | Honda    |       | 11    | Rit   | 19     |        |       | 5    |
| 24   | Marco Morreale        | Yamaha   | 18    | 13    | 18    | 18     | 17     |       | 3    |
| 25   | Alessandro Torcolacci | Yamaha   | Rit   | 14    |       | Rit    | 15     |       | 3    |
| 26   | Fabrizio Meschini     | Yamaha   |       |       |       |        | 14     |       | 2    |
| 27   | Andrea Schiassi       | Yamaha   | 16    | 16    | 15    | 16     |        |       | 1    |
| 28   | Enrico Sirch          | Honda    |       | 15    |       | Rit    | Rit    |       | 1    |
| Pos. | Pilota                | Moto     | 1 MON | 2 MUG | 3 VAL | 4 MIS1 | 5 MIS2 | 6 IMO | P.ti |

| Legenda | 1º posto        | 2º posto            | 3º posto           | A punti      | Senza punti        | Grassetto – Pole position Corsivo – Giro più veloce |
| Legenda | Gara non valida | Non qual./Non part. | Ritirato/Non class | Squalificato | '-' Dato non disp. | Grassetto – Pole position Corsivo – Giro più veloce |

#### Classifica Costruttori
| Pos. | Costruttore | 1 MON | 2 MUG | 3 VAL | 4 MIS1 | 5 MIS2 | 6 IMO | P.ti |
| ---- | ----------- | ----- | ----- | ----- | ------ | ------ | ----- | ---- |
| 1    | Yamaha      | 1     | 1     | 2     | 1      | 1      | 1     | 145  |
| 2    | Kawasaki    | 3     | 3     | 1     | 3      | 5      | 2     | 104  |
| 3    | Honda       | 5     | 6     | 4     | 6      | 4      | 3     | 73   |
| 4    | Ducati      | 4     | 4     | 9     | 5      | 3      | Rit   | 60   |
| NC   | Suzuki      | 31    |       | Rit   |        |        | 18    | 0    |

### Stock 1000
Vi sono delle diversità tra la classifica piloti ed i resoconti di gara a Monza e la seconda a Misano in quanto vi prende parte, come wild card senza punti, lo spagnolo Enrique Rocamora, su Yamaha, che chiude una gara all'ottavo posto e la seconda con un ritiro. Gli altri piloti scalano in avanti nella classifica a punti di Monza. 

#### Classifica Piloti[36]
Dove non indicata la nazionalità si intende pilota italiano. Le motociclette in competizione sono equipaggiate con pneumatici forniti da Pirelli, Dunlop e Metzeler.
| Pos. | Pilota                | Moto      | 1 MON | 2 MUG | 3 VAL | 4 MIS1 | 5 MIS2 | 6 IMO | P.ti |
| ---- | --------------------- | --------- | ----- | ----- | ----- | ------ | ------ | ----- | ---- |
| 1    | Luca Scassa           | MV Agusta | 4     | 2     | 2     | 1      | 1      | 2     | 123  |
| 2    | Claudio Corti         | Yamaha    | 1     | Rit   | 1     | 2      | 2      | 1     | 115  |
| 3    | Maurizio Prattichizzo | Kawasaki  | 2     | 3     | 11    | 4      | 3      | 3     | 86   |
| 4    | Fabrizio Pellizzon    | Kawasaki  | 6     | 1     | 4     | 3      | 4      | 11    | 82   |
| 5    | Ivan Goi              | Suzuki    | 3     | 17    | 5     | 5      | 5      | 4     | 62   |
| 6    | Loic Napoleone        | Suzuki    | 15    | 5     | 3     | Rit    | 6      | 5     | 49   |
| 7    | Danilo Dell'Omo       | Suzuki    | 8     | 6     | 6     |        | 7      | 9     | 44   |
| 8    | Roberto Lunadei       | Yamaha    | 11    | 11    | 10    | 8      | 8      | 7     | 41   |
| 9    | Riccardo Chiarello    | Kawasaki  | 7     | 10    | 7     | 7      | 10     | Rit   | 39   |
| 10   | Ilario Dionisi        | Yamaha    | 13    | 7     |       | 6      |        | 6     | 32   |
| 11   | Matteo Baiocco        | Yamaha    | 9     | 12    | 12    | 9      | Rit    | 8     | 30   |
| 12   | Terence Toti          | Yamaha    | 10    | 8     | 8     | Rit    | 9      | Rit   | 29   |
| 13   | Walter Tortoroglio    | Kawasaki  | 5     | Rit   | 13    | 10     | 13     | Rit   | 23   |
| 14   | Cristian Magnani      | Suzuki    | 12    | 4     | Rit   | Rit    | Rit    | 16    | 17   |
| 15   | Davide Convento       | Yamaha    | Rit   | 9     | 9     | Rit    | Rit    | 15    | 15   |
| 16   | Fabrizio De Noni      | Suzuki    | 14    | Rit   | Rit   | Rit    | 11     | 13    | 10   |
| 17   | Enrico Pasini         | Suzuki    | 24    | 13    | 18    | Rit    | Rit    | 10    | 9    |
| 18   | Roberto Rozza         | Kawasaki  | 19    | Rit   | 16    | 12     | 12     |       | 8    |
| 19   | Leonardo Biliotti     | MV Agusta | Rit   | 24    | 21    | 14     | Rit    | 12    | 6    |
| 20   | Alessandro Melone     | Kawasaki  | 20    | 18    | Rit   | 13     | 15     | 14    | 6    |
| 21   | Daniel Bonelli        | Yamaha    | 17    | Rit   | Rit   | 11     | Rit    |       | 5    |
| 22   | Gino Salvatore        | Yamaha    | 21    | 14    | 15    | 15     | 17     | 18    | 4    |
| 23   | Valerio Vitiello      | Suzuki    | Rit   | 15    | 14    | NP     |        | 19    | 3    |
| 24   | Fabio Laviola         | Suzuki    | 18    | 16    | 17    | Rit    | 14     | 20    | 2    |
| Pos. | Pilota                | Moto      | 1 MON | 2 MUG | 3 VAL | 4 MIS1 | 5 MIS2 | 6 IMO | P.ti |

| Legenda | 1º posto        | 2º posto            | 3º posto           | A punti      | Senza punti        | Grassetto – Pole position Corsivo – Giro più veloce |
| Legenda | Gara non valida | Non qual./Non part. | Ritirato/Non class | Squalificato | '-' Dato non disp. | Grassetto – Pole position Corsivo – Giro più veloce |

#### Classifica Costruttori
| Pos. | Costruttore | 1 MON | 2 MUG | 3 VAL | 4 MIS1 | 5 MIS2 | 6 IMO | P.ti |
| ---- | ----------- | ----- | ----- | ----- | ------ | ------ | ----- | ---- |
| 1    | Yamaha      | 1     | 7     | 1     | 2      | 2      | 1     | 124  |
| 2    | MV Agusta   | 4     | 2     | 2     | 1      | 1      | 2     | 123  |
| 3    | Kawasaki    | 2     | 1     | 4     | 3      | 3      | 3     | 106  |
| 4    | Suzuki      | 3     | 4     | 3     | 5      | 5      | 4     | 80   |
| NC   | Ducati      |       |       |       | 22     | 21     | Rit   | 0    |

### Classe 125
Vi sono delle diversità tra la classifica piloti ed i resoconti di alcune gare in quanto vi prendono parte, come wild card senza punti, i seguenti piloti:
- Hiroaki Kuzuhara, su Honda, ottiene pole position vittoria e giro più veloce nelle gare di Monza e Vallelunga, è terzo al Mugello e secondo nella seconda prova di Misano.
- Randy Krummenacher, su KTM vince al Mugello.
- Robin Lässer, su KTM si classifica secondo al Mugello facendo registrare il giro più veloce.
- Michal Sembera, su Honda, prende parte alla seconda prova di Misano classificandosi ottavo.
- Ilka Ahonen, su Honda, prende parte alla prova finale di Imola ritirandosi in gara.

Gli altri piloti scalano in avanti in classifica a punti nelle gare portate a termine dai piloti sopracitati. 

#### Classifica Piloti[37]
Dove non indicata la nazionalità si intende pilota italiano. Tutte le motociclette in competizione sono equipaggiate con pneumatici forniti dalla Dunlop.
| Pos. | Pilota                | Moto            | 1 MON | 2 MUG | 3 VAL | 4 MIS1 | 5 MIS2 | 6 IMO | P.ti |
| ---- | --------------------- | --------------- | ----- | ----- | ----- | ------ | ------ | ----- | ---- |
| 1    | Luca Verdini          | Aprilia         | 1     | 2     | 2     | 1      | 2      | 3     | 126  |
| 2    | Simone Sancioni       | Aprilia         | Rit   | 1     | Rit   | 2      | 1      | 2     | 90   |
| 3    | Roberto Lacalendola   | Honda           | 9     | 3     | 1     | 4      | 3      |       | 77   |
| 4    | Jacopo Caraffini      | Honda           | 2     | 6     | 5     | 8      | 5      | 6     | 70   |
| 5    | Riccardo Moretti      | Honda           | 3     | 5     | 3     | 3      | Rit    |       | 59   |
| 6    | Daniele Rossi         | Honda           | 4     | 4     | Rit   | 5      | Rit    | 5     | 48   |
| 7    | Giuliano Gregorini    | Honda           | 6     | 7     | 10    | 6      | Rit    | 9     | 42   |
| 8    | Pietro Maglioni       | Honda           | 8     | 11    | 8     | 12     | 8      | 12    | 37   |
| 9    | Luca Zorzi            | Honda           | 7     | 10    | Rit   | 11     | 11     | 8     | 33   |
| 10   | Simone Lanzini        | Gazzaniga       | 10    | 9     |       | 9      | Rit    | 7     | 29   |
| 11   | Erik Fabbi            | Honda           | 5     | 14    | 9     | 17     | 9      | 16    | 27   |
| 12   | Gabriele Ferro        | Honda e Aprilia | Rit   | 17    |       |        | 4      | 4     | 26   |
| 13   | Lorenzo Baroni        | Aprilia         |       |       |       |        |        | 1     | 25   |
| 14   | Simone Fornasari      | Honda           |       | 8     | 6     | Rit    |        |       | 18   |
| 15   | Gabriele Cassani      | Aprilia         | Rit   | Rit   | 7     | 10     | Rit    |       | 15   |
| 16   | Armando Narduzzi      | Honda           |       |       | 4     |        |        |       | 13   |
| 17   | Andrea Floris         | Friba           |       | 12    |       | 13     | 12     |       | 11   |
| 18   | Marco Leardini        | Honda           |       |       |       | 16     | 6      |       | 10   |
| 19   | Daniele Scampamorte   | Aprilia         |       |       |       |        | 7      |       | 9    |
| 20   | Matteo Bianchi        | Honda           |       |       |       | 7      |        |       | 9    |
| 21   | Roberto Costa         | Honda           |       | 13    |       | 15     | 13     | 13    | 9    |
| 22   | Alberto Bizzotto      | Aprilia         |       |       |       |        | 14     | 10    | 8    |
| 23   | Federico Mandatori    | Honda           |       |       |       | 14     | 10     |       | 8    |
| 24   | Riccardo Lucchini     | Honda           |       |       |       |        |        | 11    | 5    |
| 25   | Marcello Brignoli     | Honda           |       |       | 11    |        |        |       | 5    |
| 26   | Aldo Perazzini        | Honda           | 11    | 16    |       |        |        |       | 5    |
| 27   | Fabrizio Porcelli     | Honda           | Rit   | 15    | 12    |        |        |       | 5    |
| 28   | Roberto Camuffo       | Honda e Aprilia | 12    |       |       | 18     |        |       | 4    |
| 29   | Fabio Massei          | Aprilia         | 13    |       |       |        |        |       | 3    |
| 30   | Paolo Toccacieli      | Honda           |       |       |       | Rit    |        | 14    | 2    |
| 31   | Davide Stirpe         | Honda           |       |       |       |        |        | 15    | 1    |
| 32   | Ferruccio Lamborghini | Honda           |       |       |       |        | 15     |       | 1    |
| Pos. | Pilota                | Moto            | 1 MON | 2 MUG | 3 VAL | 4 MIS1 | 5 MIS2 | 6 IMO | P.ti |

| Legenda | 1º posto        | 2º posto            | 3º posto           | A punti      | Senza punti        | Grassetto – Pole position Corsivo – Giro più veloce |
| Legenda | Gara non valida | Non qual./Non part. | Ritirato/Non class | Squalificato | '-' Dato non disp. | Grassetto – Pole position Corsivo – Giro più veloce |

#### Classifica Costruttori
| Pos. | Costruttore | 1 MON | 2 MUG | 3 VAL | 4 MIS1 | 5 MIS2 | 6 IMO | P.ti |
| ---- | ----------- | ----- | ----- | ----- | ------ | ------ | ----- | ---- |
| 1    | Aprilia     | 1     | 1     | 2     | 1      | 1      | 1     | 145  |
| 2    | Honda       | 2     | 3     | 1     | 3      | 3      | 4     | 106  |
| 3    | Gazzaniga   | 10    | 9     |       | 9      | Rit    | 7     | 29   |
| 4    | Friba       |       | 12    |       | 13     | 12     |       | 11   |
| NC   | KTM         |       | NV    |       |        |        |       | 0    |

## Sistema di punteggio
| Pos.  | 1  | 2  | 3  | 4  | 5  | 6  | 7 | 8 | 9 | 10 | 11 | 12 | 13 | 14 | 15 | 16> |
| Punti | 25 | 20 | 16 | 13 | 11 | 10 | 9 | 8 | 7 | 6  | 5  | 4  | 3  | 2  | 1  | 0   |